# Creemos
Creemos es una agrupación ciudadana boliviana fundada por Luis Fernando Camacho. Originalmente sería fundada el 23 de enero de 2020 como coalición electoral, pero se cambiaría a agrupación ciudadana el 9 de diciembre de ese mismo año. Por lo general, la ideología del partido consiste del conservadurismo liberal, el federalismo, la democracia cristiana y el anticomunismo; y su posición es principalmente la derecha, pero también se lo vincula en la extrema derecha.
Fue presentada como una coalición conformada por los partidos políticos Unidad Cívica Solidaridad (UCS), Partido Demócrata Cristiano (PDC) y otros para las elecciones generales de Bolivia de 2020. Sigue funcionando como tal en la Asamblea Legislativa Plurinacional.
Tiene una posición radical en busca de lograr el federalismo para Bolivia. Otras posiciones incluyen el liberalismo económico y la defensa de valores ultraconservadores (incluidas posturas homofóbicas y provida).

## Historia
La alianza fue establecida el 23 de enero de 2020, compuesta mayormente por la oposición más cristiana y conservadora al gobierno de Evo Morales, con el objetivo de sostener la candidatura de Luis Fernando Camacho como presidente y a Marco Pumari como vicepresidente de cara a las elecciones generales bolivianas de 2020.
El jefe de campaña del binomio, Enrique Bruno, argumentó que esta alianza tiene el objetivo de «fortalecer la democracia, que es el mandato que ha dado el pueblo boliviano y que viene de la lucha que se dio en las calles» haciendo referencia a la crisis política en Bolivia de 2019.
Camacho y Pumari quedan en tercer lugar en las elecciones con un 13,97% de los votos, obteniendo representación en ambas cámaras.
A finales de ese año y tras la ruptura con sus aliados estratégicos partidarios, la extinta alianza busca preservar su nombre y formar un mecanismo político para sostener el proyecto político federal de Camacho. Hechos los trámites ante el Tribunal Supremo Electoral, Creemos nace como agrupación ciudadana el 9 de diciembre. El 23 de ese mes, Camacho es proclamado candidato a gobernador de Santa Cruz. Es la primera vez que el departamento elige vicegobernador, entonces Camacho elige como compañero de formula al arquitecto Mario Aguilera Cirbian.
En el Beni, su bancada forma alianza con Comunidad Ciudadana formando Cambiemos. Y en Pando también, incluyendo a Unidad Nacional, el Movimiento Demócrata Social, Columna de Integración y otras agrupaciones formando "Comunidad de Integración Democrática" (CID).
Con el apoyo de gran parte de la clase política cruceña, incluido el del gobernador Rubén Costas, Camacho y Aguilera ganan las elecciones en primera vuelta con 860.023 votos (55,64%).
En el Beni, Cambiemos gana algunos concejales en varios municipios y el corregidor de San Ramón. En Pando comparte con CC y sus aliados el triunfo en las alcaldías de Ingavi, Puerto Rico, San Pedro de Manuripi y Santos Mercado.
En abril de 2021, consiguen la presidencia de Asamblea Legislativa Departamental de Santa Cruz, la cual recae sobre el oficialista Zvonko Matkovic Ribera. Matkovic estuvo detenido sin sentencia por el Caso Terrorismo entre 2009 y 2018 y fue senador entre 2020 y 2021 por Santa Cruz, suplente de Centa Rek.
Hacia el final de su primer año de gestión en la ALP, la bancada de Creemos sufrió transfugio por parte de diputados afines a la UCS y al alcalde de Santa Cruz de la Sierra, Jhonny Fernández, quienes comenzaron a cooperar con la bancada del Movimiento al Socialismo.
En junio de 2022, su bancada en la ALP firma la Carta de Madrid, afiliándose así al Foro de Madrid, un foro político iberoamericano de extrema derecha liderado por Vox.

## Resultados electorales

### Presidenciales
|  | 14.00 % |

|  | 19.86 % |

### Parlamentarias
|  | 14.00 % |

|  | 19.86 % |

### Subnacionales
| Año  | Candidato   | Votos | %               | Posición | Resultado | Notas |
| ---- | ----------- | ----- | --------------- | -------- | --------- | --- |
| 2021 | Rudy Destre | 6 616 | \| \| 3.30 % \| | (5°)     | No electo | Como parte de la alianza Cambiemos Ver lista - Creemos - Partido Demócrata Cristiano (PDC) - Unidad Cívica Solidaridad (UCS) - Comunidad Ciudadana - Frente Revolucionario de Izquierda (FRI) - Primero la Gente (PG) - Construyendo Futuro - Partido de Acción Nacional Boliviano (PAN-BOL) |
|      | 3.30 %      |       |                 |          |           | |

| Año  | Candidato           | Votos | %                | Posición | Resultado | Notas |
| ---- | ------------------- | ----- | ---------------- | -------- | --------- | --- |
| 2021 | Carmen Eva Gonzales | 7 038 | \| \| 13.05 % \| | (3°)     | No electo | Como parte de la alianza Comunidad Integración Democrática (CID) Ver lista - Creemos - Comunidad Ciudadana - Frente Revolucionario de Izquierda (FRI) - Frente de Unidad Nacional (UN) - Movimiento Demócrata Social (MDS) - Columna de Integración |
|      | 13.05 %             |       |                  |          |           | |

##### Gobernación
|  | 3,3 % |

|  | 13,05 % |

|  | 55,64 % |

##### Municipios ganados
|  | 44,24 % |

|  | 55,94 % |

|  | 41,23 % |

|  | 47,14 % |

|  | 35,5 % |

|  | 55,64 % |

|  | 60,49 % |

|  | 51,93 % |

|  | 46,02 % |

|  | 24,23 % |

|  | 51,98 % |

|  | 27,15 % |